# Municipio de Bakersville (condado de Mitchell, Carolina del Norte)
Bakersville Township es un municipio del condado de Mitchell, Carolina del Norte, Estados Unidos. Según el censo de 2020, tiene una población de 1757 habitantes.
Es una subdivisión exclusivamente geográfica, por cuanto el estado de Carolina del Norte no utiliza la herramienta de los townships como gobiernos municipales.

## Geografía
Está ubicada en las coordenadas 36°0′39″N 82°9′34″O / 36.01083, -82.15944 (36.010888, -82.159395).